# 胡里夫卡
48°6′1″N 33°5′36″E / 48.10028°N 33.09333°E

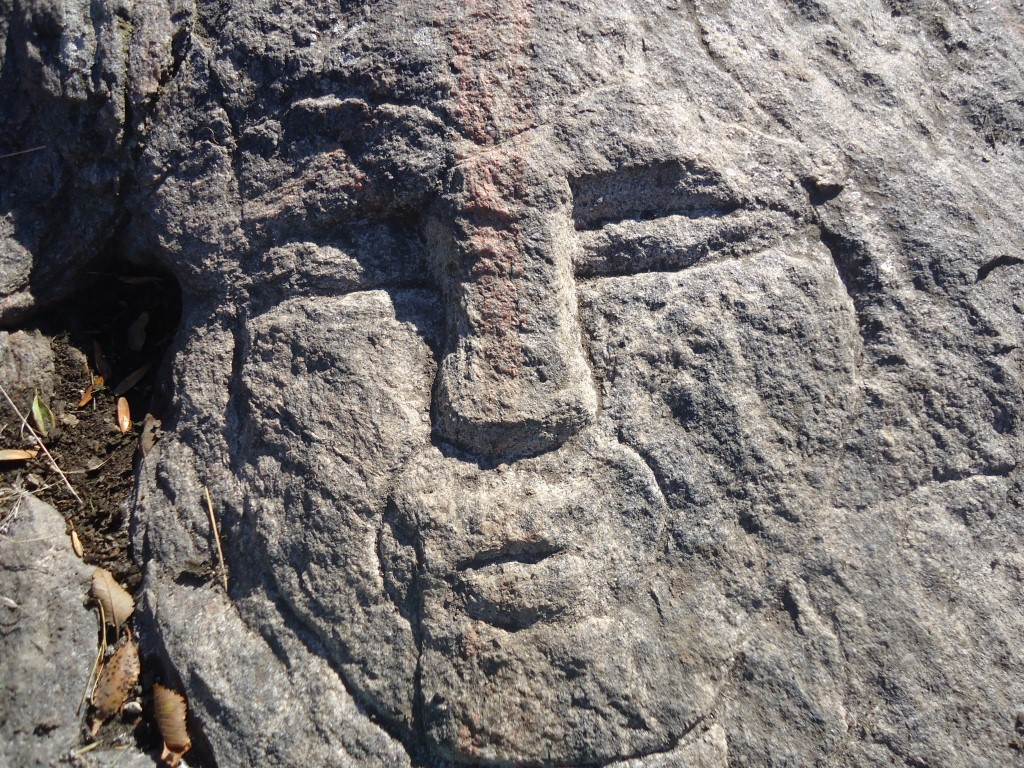
石雕

胡里夫卡（烏克蘭語：Гурівка），是烏克蘭中部基洛夫格勒州克罗皮夫尼茨基区胡里夫卡市镇内的村落及其行政中心。始建於1776年，面積1.18平方公里，海拔高度78米，2001年人口1,563，人口密度每平方公里1,330.2人。